# Bản năng, bản ngã và siêu ngã

Cấu trúc của tâm thức gồm bản năng, bản ngã và siêu ngã (Id, ego and superego)

Bản năng, bản ngã và siêu ngã (Id, ego and superego) hay còn gọi là Cái ấy, cái tôi và cái siêu tôi là ba tác nhân tương tác riêng biệt trong  "bộ máy tâm thần" (Psychic apparatus) được phác thảo trong mô hình cấu trúc tâm thức của Sigmund Freud. Ba tác nhân này là những cấu trúc lý thuyết mà Freud sử dụng để mô tả cấu trúc cơ bản của đời sống tinh thần khi nó được gặp phải trong thực hành phân tâm học. Bản thân Freud đã sử dụng các thuật ngữ tiếng Đức là das Es, Ich và Über-Ich, được dịch theo nghĩa đen là "cái đó", "cái tôi" và "trên cái tôi". Các thuật ngữ tiếng Latinh là Id, Ego và Superego, được các dịch giả gốc của ông lựa chọn và vẫn được sử dụng. Freud đã phát triển mô hình này để giải quyết sự mơ hồ được nhận thấy của các thuật ngữ "có ý thức" và "vô thức" trong mô hình "địa hình" trước đó của ông. 

## Phân tích
Cái Ấy (Id) là phần nguyên thủy, bản năng nhất, hoàn toàn nằm trong vô thức. Nó hoạt động theo "nguyên tắc khoái lạc" (Pleasure Principle), tìm kiếm sự thỏa mãn tức thời cho các ham muốn cơ bản (như tình dục, sự gây hấn) mà không quan tâm đến thực tế hay hậu quả. Cái Tôi (Ego) là phần của tâm thức phát triển từ Cái Ấy để tương tác với thế giới thực. Nó hoạt động theo "nguyên tắc thực tế", cố gắng dung hòa những đòi hỏi của Cái Ấy với các quy tắc của xã hội và những hạn chế của thực tại. Cái Tôi là trung tâm của ý thức, đảm nhiệm các chức năng như nhận thức, phán đoán, và ra quyết định. Cái Siêu tôi (Super-ego) là kho chứa các quy tắc đạo đức, lý tưởng và chuẩn mực xã hội mà cá nhân đã nội tâm hóa từ cha mẹ và xã hội. Nó hoạt động như một "lương tâm", phán xét hành động của Cái Tôi và tạo ra cảm giác tội lỗi hoặc tự hào. Freud đã so sánh cái tôi, trong mối quan hệ với cái ấy, với một người đàn ông trên lưng ngựa: người cưỡi ngựa phải khai thác và điều khiển năng lượng vượt trội của con ngựa, và đôi khi phải cho phép nó thỏa mãn những thôi thúc một cách thực tế. Do đó, cái tôi "có thói quen biến ý chí của cái ấy thành hành động, như thể đó là ý chí của chính nó". 
Bản ngã hoạt động theo nguyên lý thực tại (Reality principle). Nó phân tích những nhận thức phức tạp (sự vật, ý tưởng, giấc mơ), tổng hợp các phần thích hợp thành những diễn giải logic mạch lạc (cũng là mô hình) và điều khiển bộ máy cơ bắp. Vì những động lực của bản năng thường không tương thích với các quy định đạo đức và ảo tưởng tôn giáo của các nền văn hóa đương đại, cái tôi cố gắng hướng dẫn năng lượng ham muốn và thỏa mãn nhu cầu của nó theo những mệnh lệnh của thực tại đó. Ban đầu, Freud dùng từ "cái tôi" để chỉ ý thức về bản thân, nhưng sau đó mở rộng nó để bao gồm các chức năng tâm lý như phán đoán, khoan dung, kiểm tra thực tế, kiểm soát, lập kế hoạch, phòng thủ, tổng hợp thông tin, hoạt động trí tuệ và trí nhớ. Cái tôi là nguyên lý tổ chức mà trên đó những suy nghĩ và diễn giải về thế giới được xây dựng. Về mô hình cấu trúc và phân tích thần kinh thì ngày nay, công nghệ hiện đại đã giúp quan sát được hoạt động điện sinh học của các tế bào thần kinh trong não sống. Điều này dẫn đến việc nhận ra vùng nào của não bộ mà nhu cầu về thức ăn, ham muốn tình dụ bắt đầu biểu hiện trên tế bào thần kinh; nơi diễn ra hoạt động cao nhất của bản ngã tư duy có ý thức (thùy trán); và các vùng khác của não bộ chuyên lưu trữ ký ức: một trong những chức năng chính của siêu ngã. Đóng vai trò quyết định cho quan điểm này là Dự án Tâm lý học Khoa học của Freud. Được viết vào năm 1895, dự án này phát triển luận điểm rằng các trải nghiệm được lưu trữ vào mạng lưới thần kinh thông qua một sự thay đổi vĩnh viễn sau một sự kiện. Freud sớm từ bỏ nỗ lực này và để nó chưa được xuất bản.